# El Comercio de Córdoba
El Comercio de Córdoba fue un periódico español publicado en la ciudad de Córdoba entre 1875 y 1898.

## Historia
Fundado en 1875, fue un periódico de línea independiente y de publicación diaria. Nació bajo el subtítulo Diario de artes, industria, comercio, administración y noticias. Estuvo dirigido por Juan Canales. Entre aquellos que colaboraron con el diario destaca el periodista Ricardo de Montis, que fue redactor del mismo. Desapareció en 1898.